# Stephen LaBerge
Stephen LaBerge (1947) is een Amerikaanse psychofysioloog.
LaBerge is vooral bekend als pionier op het gebied van wetenschappelijk onderzoek naar lucide dromen. Hij is auteur van een aantal boeken over lucide dromen waaronder het als standaardwerk bestempelde Exploring the World of Lucid Dreaming.
Tevens is hij oprichter van The Lucidity Institute.